# Wikipedia tiếng Extremadura
Wikipedia tiếng Extremadura (tiếng Extremadura: Wikipedia en estremeñu) hay Güiquipedia (tiền thân là Güiquipeya) là phiên bản tiếng Extremadura của bách khoa toàn thư trực tuyến miễn phí Wikipedia. Ngôn ngữ này có 3.362 bài viết và được xếp hạng 225 trong danh sách Wikipedia theo số lượng bài viết.

## Tranh cãi
Các hãng truyền thông khác nhau đã chỉ trích phiên bản Extremadura của Wikipedia. Người ta đặt câu hỏi rằng Extremadura không thực sự là một ngôn ngữ riêng biệt, mà thay vào đó chỉ là một phương ngữ của tiếng Asturias và tiếng Castilla, và nó không có quy tắc chính tả xác định. Việc trang chỉ có ba người đóng góp chính đồng thời là người khởi xướng dự án cũng là chủ đề gây tranh cãi.